# Фотиева, Нина Наумовна
Нина Наумовна Фотиева (3 февраля 1936, Днепропетровск, УССР — 18 марта 2018, Тула) — советский и российский учёный-геомеханик, доктор технических наук, профессор, член Международного общества механики горных пород (ISRM) (2001), лауреат Премии Совета Министров СССР (1991), основоположник механики подземных сооружений. Заслуженный деятель науки и техники РФ, член Российского Общества по механике грунтов, геотехнике и фундаментостроению (РОМГГиФ), Международного общества по механике грунтов и фундаментостроению (ISSMGE), Ассоциации геомехаников России, Тоннельной ассоциации России, иностранный член Академии строительства Украины, член Международного бюро по механике горных пород Всемирного горного конгресса.

## Биография
Родилась в г. Днепропетровск, Украина. Окончила механико-математический факультет Киевского государственного университета. С 1963 по 1966 год училась в аспирантуре Московского НИИ Оснований и подземных сооружений Госстроя СССР им. Н. М. Герсеванова (НИИОСП).
В 1966 году защитила диссертацию на соискание ученой степени кандидата технических наук на тему «Влияние проходки среднего тоннеля на напряженное состояние обделок боковых тоннелей трехсводчатых станций метрополитена пилонного типа».
В 1972 году защитила диссертацию на соискание ученой степени доктора технических наук на тему «Расчет обделок тоннелей некругового очертания».
Работала в НИИОСП до 1979 года: сначала младшим, затем старшим научным сотрудником.
В 1979 году приглашена в Тульский политехнический институт. Более тридцати лет, с 1980 по 2012 годы, возглавляла кафедру «Механика материалов».
С 2009 года — Почетный доктор ТулГУ.
Умерла в городе Тула 18 марта 2018 года после тяжелой продолжительной болезни.

## Научная деятельность и труды
В начале 80-х годов совместно с Н. С. Булычевым возглавила новое научное направление, которое рассматривало проблемы теории и новых аналитических методов расчета конструкций подземных сооружений. Аналитические методы решения задач теории упругости, разработанные Н. Н. Фотиевой легли в основу методов расчета «Механики подземных сооружений».
Под научным руководством профессора Н. Н. Фотиевой в Тульском политехническом институте получило своё развитие научное направление «Разработка теории и новых аналитических методов расчёта подземных сооружений на статические, тектонические нагрузки и сейсмические воздействия». Результаты исследований Нины Наумовны были отражены в нормативно-технических документах и использовались при проектировании ряда крупных объектов подземного строительства: тоннелей на трассе Байкало-Амурской магистрали, гидротехнических тоннелей Рогунской и Байпазинской ГЭС, тоннелей пересадочного узла станции «Спортивная» Ленинградского метрополитена, коммунальных тоннелей в Рязани, Воронеже, Чебоксарах и других городах.
Результаты исследований легли в основу 4-х монографий и представлены также в более чем 250 научных публикациях в 28 странах мира, в том числе в США, Австрии, Швейцарии, Чехии, Польше и др.

## Педагогическая деятельность и труды
Создала совместно с профессором Н. С. Булычевым научную школу механики подземных сооружений.
Среди её учеников такие известные в России и за рубежом ученые, как А. С. Саммаль, С. В. Анциферов и другие.
Руководитель 20 кандидатских и 3 докторских диссертаций.

## Награды, признание
Премия Совета Министров СССР (1991) за разработку и реализацию технических решений по строительству железнодорожных тоннелей.
Заслуженный деятель науки и техники Российской Федерации (28 июня 1994) — за заслуги в научной деятельности
Член РОМГГиФ и ISSMGE, Тоннельной ассоциации России, член Международного бюро по механике горных пород Всемирного горного конгресса.
Иностранный член Академии строительства Украины по отделению «Строительство шахт, рудников и подземных сооружений» (2001).
Почетный доктор ТулГУ.

## Семья
Дочь — Марина, внук